# Арал-Эмке
Арал-Эмке — солёное озеро (лиман) в Яшалтинском районе Калмыкии. Относится к Донскому бассейну. Озеро расположено в центральной части Кумо-Манычской впадины к югу от озера Маныч-Гудило.
После заполнения Пролетарского водохранилища водоём превратился в залив озера Маныч-Гудило. До затопления площадь поверхности озера составляла 7 км².
- Код водного объекта — 05010500711107000008855
- Код по гидрологической изученности — 207000885
- Номер тома по ГИ — 7
- Выпуск по ГИ — 0

## Название
Название водоёма можно перевести как зловонный остров (калм. Үмкә — вонючий; тухлый; зловонный и калм. Арл — остров)